# Alexander Huber (Fußballspieler, 1985)
Alexander Huber (russisch Александр Хубер Alexander Chuber; * 25. Februar 1985 in Leninabad, Tadschikische SSR, Sowjetunion) ist ein ehemaliger tadschikisch-deutscher Fußballspieler.

## Karriere
Der defensive Mittelfeldspieler wechselte 1999 aus Neustadt bei Marburg vom dortigen VfL zu Eintracht Frankfurt und war dort meistens als rechter Außenverteidiger im Einsatz. Er konnte sich aber keinen Stammplatz in der Bundesligamannschaft erkämpfen. Der bissige, aber technisch nur durchschnittliche Abwehrspieler war in der Zweitligasaison 2004/05 Ersatz für Patrick Ochs und machte mit einer schönen Torvorbereitung (Übersteiger und Flanke) im Heimspiel gegen Energie Cottbus auf sich aufmerksam. In der Saison 2004/05 stieg er mit der Eintracht in die Fußball-Bundesliga auf.
In der Rückrunde der Saison 2005/06 war er an die TSG 1899 Hoffenheim ausgeliehen und kehrte für die Saison 2006/07 wieder zur Eintracht zurück. Für die Eintracht erzielte er am 2. November 2006 bei seinem ersten Einsatz im UEFA-Pokal das Tor zum 1:1-Endstand gegen Celta de Vigo. Es war sein erster Pflichtspieltreffer für die Frankfurter.
Im Januar 2007 verpflichtete ihn der deutsche Zweitligist Eintracht Braunschweig im Rahmen der Kampagne „Elf Neue für die zweite Liga“, mit der der zu diesem Zeitpunkt abstiegsgefährdete Verein den Abstieg aus der 2. Fußball-Bundesliga verhindern wollte. Am Saisonende stiegen die „Löwen“ dennoch ab und Huber verließ den Klub. Im August 2007 trainierte er bei Eintracht Frankfurt mit, um sich fit zu halten. Ab September 2007 spielte er in der zweiten Mannschaft des Hamburger SV in der – damals noch drittklassigen – Regionalliga Nord.
Im Sommer 2008 wechselte er zum Zweitligaabsteiger Kickers Offenbach in die 3. Liga. Dort war Huber in den Spielzeiten 2008/09 und 2009/10 Stammspieler und kam auf jeweils 37 Einsätze. Im Juli 2010 zog sich Huber in einem Vorbereitungsspiel einen Teilriss des hinteren Kreuzbandes zu und musste in der Vorrunde der Saison 2010/11 pausieren.
Zur Saison 2011/12 wechselte Huber zum Zweitligisten FSV Frankfurt, wo er den Platz des nach Leipzig abgewanderten Christian Müller auf der rechten Verteidigerposition einnahm. Huber war sowohl unter Hans-Jürgen Boysen als auch unter dessen Nachfolger Benno Möhlmann gesetzt und kam auf 28 Einsätze. Nachdem er mit Frankfurt in die 3. Liga abgestiegen war, verließ er den Verein im Sommer 2016 und war seitdem vereinslos.
Am 13. Juni 2017 debütierte er bei der 3:4-Niederlage im Qualifikationsspiel für die Asienmeisterschaft 2019 gegen die Philippinen für die tadschikische Nationalmannschaft. Im September 2017 beendete er seine Karriere.